# Johannes Spaak
Johannes Spaak, född 24 september 1798 i Uddevalla, död 1878, var en svensk köpman och redare.
Johannes Spaak var son till Fredrik Adolph Spaak och Christina (född i släkten Dahl). På fädernet var han sonson till Peter Spaak. På mödernet var han dotterson till Gudmund Dahl. Johannes Spaak gifte sig med Amalia (född Hasselgren), med vilken han fick sju barn. 
Johannes Spaak förlorade inledningsvis betydande handelslager i Vänersborgs stadsbrand 1834, då den gamla 1700-talstaden i stort sett totalt utplånades. Med sitt läge vid Trollhättan och Göta kanal återhämtade sig dock Vänersborg som en lysande handelsstrategisk plats invid Sveriges då viktigaste transportled. Spaak kom under de följande årtiondena att bli en av stadens mest burgna affärsmän, att döma av att han ägde högsta röstetalet vid val av magistratspersoner och borgmästare.
Spaak bedrev som borgare i Vänersborg näringsverksamhet omfattande bland annat Spaaks varv, även kallat Gropbrons varv, jämte bryggeri, bageri och annan handel. Till rederiet, som försörjde handelsflottorna med atlantgående segelfartyg, uppdrogs Niels Christian Kierkegaard. Dessutom drev han ett bryggeri på Sahlbergs gränd (senare Blekingegatan) i Katarina församling på Södermalm i Stockholm. Affärsverksamheterna utvidgades och utsträcktes till utlandet. Han lät uppföra det Spaakska huset, även kallat Strömmerska huset efter senare ägarlängd, som kom att bli en av Vänersborgs "profilbyggnader", fram till dess omstridda rivning år 1975.
Johannes Spaak bildade tillsammans med Peter Emanuel Svedberg Vänersborgs handelsmannaförening. Han var därtill medlem av Par Bricole. Härvidlag stod han som en av grundarna till Par Bricoles tredje loge, Vänersborg Par Bricole, instiftad år 1839 som dotterloge till Göta Par Bricole i Göteborg. Spaak kvarstod som logens skattmästare fram till 1851.
Sista åren tillbragte han bosatt i Gamla stan i Stockholm, och dog 1878.